# Il diritto di mentire
Il diritto di mentire (The Right to Lie) è un film muto del 1919 diretto da Edwin Carewe.

## Produzione
Il film fu prodotto dalla Albert Capellani Productions.

## Distribuzione
Distribuito dalla Pathé Exchange, il film uscì nelle sale cinematografiche statunitensi il 22 novembre 1919. In Italia venne distribuito dal Sindacato col.le italiano tra il 1921 e il 1922.

## Censura
Nella versione italiana venne eliminata la scena in cui Austin viene condotta alla sedia elettrica.